# کنده سوخته
کنده سوخته، روستایی از توابع بخش صالح‌آباد شهرستان تربت جام در استان خراسان رضوی ایران است.روستای کنده سوخته دراستان خراسان رضوی در فاصله 45 کیلومتری ازشهرصالح آبادواقع است ودرنوارمرزی ایران وافغانستان قرارداردفاصله تامرز 5کیلومتراست.
نژاد مردم کنده سوخته بلوچ
زبان مردم کنده سوخته بلوچی
جمعیت روستادرسال1392 25 خانواروحدود130نفر
شغل مردم دامداری وکشاورزی
ازلحاظ امکانات زندگی
برق ویک خط تلفن
به علت اینکه ازاطراف باکوه‌ها وتپه‌ها احاطه شده‌است تلفن همراه به هیچ وجه آنتن نمی‌دهدوهمچنین هیچ یک ازشبکه‌های سیمای جمهوری اسلامی قابل دریافت نمی‌باشد روستا آب لوله‌کشی ندارد و به همین جهت بیشترکودکان و دانش آموزان مدرسه دارای بیماری‌های پوستی می‌باشند.تعداددانش آموزان روستا 17نفرمی‌باشد که درشش پایه تحصیل می‌کنند.
روستای کنده سوخته فصل بهارسرسبزی  داردهمچنین مردم این روستا خیلی خونگرم ومهربان ومهمانواز هستند و به خاطرلطف ومحبت شان زبانزدمردم منطقه صالح آبادهستند.این روستا شرقی‌ترین روستای ایران می‌باشد.

## جمعیت
این روستا در دهستان جنت‌آباد قرار دارد و براساس سرشماری مرکز آمار ایران در سال ۱۳۸۵، جمعیت آن ۹۳ نفر (۲۲خانوار) بوده‌است.